# Svejstrupdal
Het Svejstrupdal is een dal in Nationaal park Noordoost-Groenland in het oosten van Groenland.

## Geografie
Het dal heeft een lengte van meer dan 50 kilometer. Ze begint in het westen bij de gletsjertong van de Tvegegletsjer. Ze loopt in zuidoostelijke richting, vervolgt na een bocht richting het noordoosten, na nog een bocht richting het zuidoosten, om daarna aan het uiteinde van het Lindemanfjord uit te komen.
Ten noorden van het dal ligt het Th. Thomsenland en ten zuiden het A.P. Olsenland.